# Digitale televisie in Nederland
Nederland heeft drie categorieën van digitale televisie. Via zendmasten (DVB-T), via de kabel (DVB-C) en via de satelliet (DVB-S). Die DVB staat voor Digital Video Broadcasting. Daarbij is er ook nog de mogelijkheid van interactieve televisie.

## Via zendmasten
In Nederland wordt digitale televisie via zendmasten uitgezonden door Digitenne. De uitzendingen zijn in de norm DVB-T2. De uitzendingen van de publieke omroepen zijn gratis en onversleuteld (free-to-air) te ontvangen. Verder zijn er tegen betaling buitenlandse en commerciële omroepen te ontvangen. Ontsleuteling van de buitenlandse en commerciële omroepen geschiedt via een door KPN geleverde insteekkaart voor in de televisie of via een settopbox.
Nederland was het tweede land in Europa dat de analoge ether-uitzendingen staakte. Dat gebeurde op 11 december 2006.

## Via de kabel
Via coax- en glasvezelkabel wordt digitale televisie aangeboden in de norm DVB-C. Bij verschillende aanbieders is het basispakket vrij te ontvangen. Ontsleuteling van de overige zenders geschiedt via een door de aanbieder verstrekte insteekkaart voor in de televisie of via een settopbox.
De grootste aanbieders van digitale televisie via de kabel zijn:
- Ziggo
- Caiway
- Delta Kabel
- Kabelnoord

## Via de satelliet
Voor satelliettelevisie wordt voornamelijk gebruikgemaakt van de satellietpositie Astra 19,2°O. Via deze satellietpositie zijn veel buitenlandse omroepen onversleuteld te ontvangen, met name uit Duitsland. Via de satellietpositie Astra 28,2°O zijn ook veel omroepen uit het Verenigd Koninkrijk onversleuteld te ontvangen.
Ontvangst van Nederlandse omroepen is mogelijk via een abonnement bij CanalDigitaal. CanalDigitaal maakt gebruik van satellietpositie Astra 23,5°O. Ontsleuteling van de zenders geschiedt via een insteekkaart voor in de televisie of via een settopbox.
De meeste uitzendingen zijn in de norm DVB-S2, maar ook de oudere norm DVB-S is nog veel in gebruik.